# Les Harias - Home Music
| Recensione | Giudizio |
| ---------- | -------- |
| AllMusic   | [ 1 ]    |

Les Harias - Home Music è un album discografico a nome della Savoy-Doucet Cajun Band, pubblicato dalla casa discografica Arhoolie Records nel 1983.

## Tracce
Lato A
Tutti i brani sono tradizionali, eccetto dove indicato
1. 'Tits yeux noirs (Little Black Eyes) (Lawrence Walker)
2. Port Arthur Blues (Michael Ducet (testo), Tradizionale (musica))
3. Depuis l'age de quinze ans (Since I Was 15) (Dennis McGee)
4. La chere 'tite fille de la Campagne
5. La grosse erreur (The Big Mistake)
6. Jongle a mon (Think of Me)

Lato B
Tutti i brani sono tradizionali
1. Quoi faire (Why)
2. Une vielle valse (Hommage a Will Balfa)
3. Chere Bassette
4. Melville Two Step
5. Jolie blonde
6. Eunice Two Step (Jolie Catin)
7. Le pauvre Hobo (Poor Hobo)

## Musicisti
- Marc Savoy - accordion
- Marc Savoy - piano accordion (brano: Une vielle valse)
- Marc Savoy - voce (brani: 'Tits yeux noirs / La grosse erreur / Une vielle valse / Jolie blonde / Eunice Two Step)
- Mike Doucet - fiddle
- Mike Doucet - voce (brani: Port Arthur Blues / Quoi faire / Eunice Two Step)
- Ann Savoy - chitarra
- Ann Savoy - voce (brani: Tits yeux noirs / Depuis l'age de quinze ans / La grosse erreur / Jongle a mon / Chere Bassette / Jolie blonde / Le pauvre Hobo)
- Sharon Arms - washboard (brani: Une vielle valse / Jolie blonde / Eunice Two Step)
- Eric Thompson - chitarra (brano: Depuis l'age de quinze ans)
- The California Cajuns - strumenti vari (brano: La chere 'tite fille de la Campagne)

Note aggiuntive
- Registrazioni effettuate al Bay Records di Alameda, California (brani: A1, A2, A3, A4, A5, A6 e B1)
- Mike Cogan - ingegnere delle registrazioni (Bay Records)
- Registrazioni effettuate in Eunice, Louisiana (brani: B2, B3, B4, B5, B6 e B7)
- Chris Strachwitz - ingegnere delle registrazioni (Eunice, Louisiana)
- Ann Savoy - note, trascrizioni e traduzioni delle canzoni
- Philip Gould - fotografie
- Epop Productions - copertina[2]